# Sukaresmi (Cisaat)
Sukaresmi is een bestuurslaag in het regentschap Sukabumi van de provincie West-Java, Indonesië. Sukaresmi telt 14.389 inwoners (volkstelling 2010).